# العلاقات الأردنية التونسية
العلاقات الأردنية التونسية هي العلاقات الثنائية التي تجمع بين الأردن وتونس.

## مقارنة بين البلدين
هذه مقارنة عامة ومرجعية للدولتين:
| وجه المقارنة                                              | الأردن                   | تونس                                       |
| --------------------------------------------------------- | ------------------------ | ------------------------------------------ |
| المساحة (كم2)                                             | 89.34 ألف                | 163.61 ألف                                 |
| عدد السكان (نسمة)                                         | 9.81 مليون               | 11.53 مليون                                |
| الكثافة السكانية (ن./كم²)                                 | 109.81                   | 70.47                                      |
| العاصمة                                                   | عمان                     | تونس                                       |
| اللغة الرسمية                                             | اللغة العربية            | اللغة العربية                              |
| العملة                                                    | دينار أردني              | دينار تونسي                                |
| الناتج المحلي الإجمالي (بليون دولار)                      | 40.07 مليار              | 40.26 مليار                                |
| الناتج المحلي الإجمالي (تعادل القوة الشرائية) بليون دولار | 82.80 مليار              | 129.05 مليار                               |
| الناتج المحلي الإجمالي الاسمي للفرد دولار أمريكي          | 4.94 ألف                 | 3.87 ألف                                   |
| الناتج المحلي الإجمالي للفرد دولار أمريكي                 | 12.05 ألف                | 11.44 ألف                                  |
| مؤشر التنمية البشرية                                      | 0.748                    | 0.721                                      |
| رمز المكالمات الدولي                                      | +962                     | +216                                       |
| رمز الإنترنت                                              | .jo                      | .tn                                        |
| المنطقة الزمنية                                           | ت ع م+02:00، ت ع م+03:00 | ت ع م+01:00، توقيت وسط أوروبا، ت ع م+02:00 |

## مدن متوأمة
في ما يلي قائمة باتفاقيات التوأمة بين مدن أردنية وتونسية:
- ترتبط عمان مع تونس باتفاقية توأمة منذ 1994.[21][21][21][21]

## منظمات دولية مشتركة
يشترك البلدان في عضوية مجموعة من المنظمات الدولية، منها:
| علم المنظمة | اسم المنظمة                                                | تاريخ انضمام الأردن | تاريخ انضمام تونس |
| ----------- | ---------------------------------------------------------- | ------------------- | ----------------- |
|             | صندوق النقد العربي                                         | ?                   | ?                 |
|             | جامعة الدول العربية                                        | 25 مايو 1946        | 1 أكتوبر 1958     |
|             | منظمة التجارة العالمية                                     | ?                   | ?                 |
|             | الاتحاد البريدي العالمي                                    | ?                   | ?                 |
|             | يونسكو                                                     | 14 يونيو 1950       | 8 نوفمبر 1956     |
|             | مؤسسة التمويل الدولية                                      | 20 يوليو 1956       | 25 يوليو 1962     |
|             | منظمة التعاون الإسلامي                                     | ?                   | ?                 |
|             | المركز الدولي لتسوية المنازعات الاستشارية                  | 29 نوفمبر 1972      | 14 أكتوبر 1966    |
|             | منظمة حظر الأسلحة الكيميائية                               | ?                   | ?                 |
|             | مؤسسة التنمية الدولية                                      | 4 أكتوبر 1960       | 30 ديسمبر 1960    |
|             | وكالة ضمان الاستثمار متعدد الأطراف                         | 12 أبريل 1988       | 7 يونيو 1988      |
|             | المصرف العربي للتنمية الاقتصادية في أفريقيا                | ?                   | ?                 |
|             | منظمة الشرطة الجنائية الدولية                              | ?                   | ?                 |
|             | الأمم المتحدة                                              | 14 ديسمبر 1955      | 12 نوفمبر 1956    |
|             | الاتحاد الدولي للاتصالات                                   | 20 مايو 1947        | 14 ديسمبر 1956    |
|             | البنك الدولي للإنشاء والتعمير                              | 29 أغسطس 1952       | 14 أبريل 1958     |
|             | العملية المشتركة للاتحاد الأفريقي والأمم المتحدة في دارفور | ?                   | ?                 |
|             | الصندوق العربي للإنماء الاقتصادي والاجتماعي                | ?                   | ?                 |

## أعلام
هذه قائمة لبعض الشخصيات التي تربطها علاقات بالبلدين:
- حاتم بن عثمان (11 سبتمبر 1953 – )
- عبد الرؤوف الباسطي (سياسي من تونس، 19 أغسطس 1947 – )

## وصلات خارجية
- موقع وزارة الخارجية الأردنية
- موقع وزارة الخارجية التونسية